# Another Brick in the Wall
Another Brick in the Wall è un brano musicale del gruppo musicale britannico Pink Floyd, suddiviso in tre parti e contenuto nell'undicesimo album in studio The Wall, pubblicato il 30 novembre 1979

## Parte 1

### Composizione
La canzone ha un tono tranquillo e pacato, eccetto un breve, ma chiaro, aumento del tono della voce verso la fine della parte cantata del brano, al termine della quale inizia un lungo e sommesso assolo di chitarra elettrica.

### Trama
Seguendo ciò che viene raccontato nella canzone The Thin Ice, Pink, il protagonista, cresce e capisce che il padre è morto in guerra. Questo lo distrugge moralmente e fa sì che cominci a costruire "The Wall", vale a dire "Il Muro".

### Versione video
Nella scena che apre il filmato si vede la madre di Pink che prega in una chiesa piangendo la morte del marito in guerra, mentre Pink gioca con il modellino di un aereo. Poi, usciti, Pink sale su una giostra, ma quando l'uomo che lo ha aiutato a salire si allontana con il figlio, Pink lo segue e tenta di prenderlo per mano. Viene respinto più volte e, alla fine, si siede da solo su un'altalena. Ciò sta a simboleggiare la dolorosa mancanza di una figura paterna, che contribuirà all'inizio della costruzione del muro.

## Parte 2
La seconda parte di Another Brick in the Wall è un brano di protesta contro la rigida istruzione in generale, e in particolare contro i collegi scolastici.
Essa fu pubblicata come singolo nel 1979 e conquistò la cima delle classifiche nel Regno Unito per cinque settimane, negli Stati Uniti per quattro settimane, nella Germania Ovest, in Austria, Australia, Canada, Danimarca, Finlandia, Francia, Irlanda, Israele, Nuova Zelanda, Norvegia, Portogallo, Sudafrica, Svezia e Svizzera, il secondo posto in Italia e Spagna ed il quarto nei Paesi Bassi. Per questo brano, inoltre, i Pink Floyd ricevettero una candidatura al Grammy Award per la migliore esecuzione di un duo o un gruppo rock, ma persero contro Against the Wind di Bob Seger. Inoltre il brano è classificato al 375º posto nella lista dei 500 migliori brani musicali secondo Rolling Stone.
Nel 1980 la canzone fu adottata come inno dagli studenti neri durante la rivolta di Elsie's River, in Sudafrica, per protestare contro la propaganda razziale. Il 2 maggio dello stesso anno la canzone fu censurata in quello stato.

### Composizione
All'interno dell'album, Another Brick in the Wall Part 2 forma un tutt'uno con il brano precedente The Happiest Days of Our Lives, collegato ad esso con un urlo di Roger Waters (molto simile a quello presente nel brano Careful with That Axe, Eugene).
Nel brano la batteria ed il basso sono in primo piano e, in sottofondo, è possibile sentire la chitarra elettrica di David Gilmour, il quale esegue un lungo assolo nel finale del brano. Per incidere quest'ultimo, il chitarrista impiegò una Gibson Les Paul Gold Top del 1956 dotata di pickup P-90. Al termine del brano è possibile ascoltare i tipici suoni di un cortile di una scuola e degli insegnanti che riprendono alcuni ragazzi; il brano termina con lo squillo di un telefono e un profondo sospiro, i quali fanno da preludio a Mother.

### Coro degli studenti
Per Another Brick in the Wall Part 2 i Pink Floyd ingaggiarono un coro di ragazzi composto dagli studenti di musica del professor Alun Renshaw dell'Islington Green School. Benché la scuola avesse ricevuto una somma forfettaria di 1000 sterline, non ci fu nessun accordo con i componenti del coro riguardo ai diritti d'autore sulle copie del brano vendute e, con la legge inglese sul copyright del 1996, essi acquisirono il diritto di guadagnare la quota che spettava loro e la rivendicarono.

### Trama
Dopo essere stato ingiustamente vessato e sgridato dal suo maestro, Pink sogna il giorno in cui i ragazzi avrebbero cominciato a protestare insorgendo contro gli insegnanti troppo severi. Nel contesto metaforico dell'album, gli insegnanti sono visti da Pink come l'ennesimo mattone del suo muro psicologico.

### Versione video
Dopo essere stato rimproverato e preso in giro dal suo insegnante (The Happiest Days of Our Lives) Pink inizia a fantasticare durante la lezione. Immagina un'immensa fila di studenti, privi di volto, che marciano al ritmo della canzone lungo un sentiero che li porta verso un enorme tritacarne. Quando inizia l'assolo di chitarra di Gilmour gli studenti in marcia si ribellano e distruggono l'edificio scolastico usando dei martelli e, infine, lo incendiano. Il filmato si conclude con Pink che si accarezza la mano che il professore ha colpito con un righello.

### Versioni alternative
- Nel singolo una chitarra esegue una breve introduzione.
- Negli album dal vivo Delicate Sound of Thunder e Pulse l'assolo di David Gilmour è seguito da un riff di chitarra suonato da Tim Renwick con la tecnica del tapping.
- La versione di Is There Anybody Out There? The Wall Live 1980-81 contiene un assolo di chitarra di Snowy White e un assolo d'organo di Richard Wright.
- Nel 1990, precedentemente al concerto The Wall - Live in Berlin, fu distribuito alle stazioni radio un CD che includeva When the Tigers Broke Free e una nuova versione di Another Brick in the Wall Part 2, registrata da Roger Waters e la Bleeding Heart Band.
- Durante il concerto The Wall - Live in Berlin fu Cyndi Lauper a cantare il brano. L'assolo di chitarra fu eseguito da Rick Di Fonzo, un secondo assolo fu eseguito da Snowy White, un assolo d'organo fu suonato da Peter Wood e un assolo di sintetizzatore da Thomas Dolby.
- Una versione del brano leggermente modificata fu inclusa nella raccolta del 1981 A Collection of Great Dance Songs.

### Tracce
Testi e musiche di Roger Waters.
1. Another Brick in the Wall Part 2 – 3:49
2. One of My Turns – 3:29

### Classifiche

#### Classifiche settimanali
| Classifica (1979/80) | Posizione massima |
| -------------------- | ----------------- |
| Australia            | 2                 |
| Austria              | 1                 |
| Belgio (Fiandre)     | 2                 |
| Canada               | 1                 |
| Danimarca            | 1                 |
| Finlandia            | 1                 |
| Francia              | 1                 |
| Germania             | 1                 |
| Irlanda              | 1                 |
| Israele              | 1                 |
| Italia               | 2                 |
| Norvegia             | 1                 |
| Nuova Zelanda        | 1                 |
| Paesi Bassi          | 4                 |
| Portogallo           | 1                 |
| Regno Unito          | 1                 |
| Spagna               | 2                 |
| Stati Uniti          | 1                 |
| Sudafrica            | 1                 |
| Svezia               | 1                 |
| Svizzera             | 1                 |

#### Classifiche di fine anno
| Classifica (1980) | Posizione |
| ----------------- | --------- |
| Australia         | 4         |
| Austria           | 2         |
| Belgio (Fiandre)  | 33        |
| Canada            | 1         |
| Francia           | 9         |
| Germania          | 2         |
| Italia            | 12        |
| Nuova Zelanda     | 5         |
| Paesi Bassi       | 44        |
| Spagna            | 3         |
| Sudafrica         | 8         |
| Stati Uniti       | 2         |
| Svizzera          | 1         |

## Parte 3

### Composizione
La terza parte è la parte più corta di Another Brick in the Wall. È quasi del tutto simile alla prima parte, ma ha toni più forti. Lo strumento che prevale è il basso e nel brano non viene eseguito alcun assolo di chitarra.

### Trama
Pink decide di finire il muro a causa della rabbia scaturita in lui dopo il tradimento della moglie, giudicando di non aver bisogno di nulla e riducendo tutti i suoi conoscenti a semplici mattoni nel muro.

### Versione video
Il filmato inizia con Pink che distrugge il suo televisore con una chitarra elettrica. Il brano, poi, è accompagnato da una serie di sequenze che mostrano gli eventi che hanno contribuito alla costruzione del muro. Molte delle immagini sono state tratte dal filmato, non incluso nel film, del brano Hey You.

## Formazione
- Roger Waters – voce principale (in uninsono con Gilmour nella Part 2), basso elettrico; chitarra ritmica (Part 3)
- David Gilmour – chitarra solista; armonie vocali (Part 1), voce principale (in unisono con Waters nella Part 2)
- Nick Mason – batteria (tranne Part 1); percussioni (Part 2)
- Richard Wright – sintetizzatore Prophet-5 (tranne Part 2); minimoog (Part 1), organo (Part 2)

Altri musicisti
- Studenti della Islington Green School: cori (Part 2)

## Cover
- Nel 1983 la cantante Jorge Ferreira pubblicò l'album Viva Fall River dove è inclusa una versione portoghese del brano, intitolata Não Quero Ir À Escola.
- Nel 1993 le Teste Sciroppate pubblicarono l'album omonimo dove è inclusa una versione ironica del brano intitolata La murèla.
- Nel 1994 Francesca Pettinelli inserì nel suo album di debutto Dance with Francesca una cover in chiave dance della canzone.
- Nel 1995 Jaz Coleman pubblicò l'album Us and Them: Symphonic Pink Floyd, che include arrangiamenti sinfonici di alcune canzoni dei Pink Floyd, tra cui Another Brick in the Wall.
- Nel 1998 per il film The Faculty, la parte II fu eseguita dal gruppo "Class of '99", composto da Layne Staley, Tom Morello, Stephen Perkins, Martyn LeNoble e Matt Serletic.
- Nel 1999 Alice Cooper eseguì la canzone dal vivo alla Royal Albert Hall.
- Gli Elio e le Storie Tese realizzarono una cover del brano nel corso della trasmissione Mai dire....
- Nel 2003 Big Lee pubblicò una versione hip hop della canzone nella compilation A Fair Forgery of Pink Floyd.
- Nel 2004 i Korn pubblicarono la loro versione della canzone nella raccolte Greatest Hits, Vol. 1, che contiene le tre parti di Another Brick in the Wall e Goodbye Cruel World. Per esso è stato inoltre realizzato un videoclip live, registrato al Projekt Revolution Tour 2004, diretto da Bill Yukich e pubblicato il 12 novembre 2004.
- Nel 2005 i Parason fecero una reinterpretazione della Parte II in bielorusso intitolata Vaša škoła (Ваша школа).
- Nel 2005 Keller Williams pubblicò una versione bluegrass della canzone nell'album Grass.
- Nel 2006 il gruppo Richard Cheese and the Lounge Against the Machine inserì una reinterpretazione della Parte II nel loro album The Sunny Side of the Moon: The Best of Richard Cheese.
- Nel 2007 il DJ svedese Eric Prydz creò un remix della Parte II intitolato Proper Education, presente nell'omonimo album.
- I Marilyn Manson pubblicarono una cover della Parte II.
- Il complesso internazionale Gypsy Cart realizzò una cover della canzone nel concerto "LIVE" svoltosi nel 2012.
- Nel 2020 i The Kolors ha suonato una cover del brano ad Amici Speciali, partendo con l'assolo di chitarra e proseguendo con la seconda parte.